# Station Laigneville
Station Laigneville is een spoorwegstation in de Franse gemeente Laigneville.

## Treindienst
| Serie | Treinsoort | Route                                                | Bijzonderheden |
| ----- | ---------- | ---------------------------------------------------- | -------------- |
| C 10  | TER (SNCF) | Paris-Nord – Creil – Laigneville – Longueau – Amiens |                |